# Берем'яни (Чортківський район)
Берем'я́ни — село в Україні, у Бучацькій міській громаді Чортківського району Тернопільської області. Адміністративний центр колишньої сільради. До села приєднано хутори Млинки (нині незаселений) та Говда.

## Географія
Село розташоване біля місця впадіння Стрипи в Дністер на скелястій геологічній платформі, південний схил якої утворює Червону гору. Поряд є гори Говда та Говдина.

## Історія

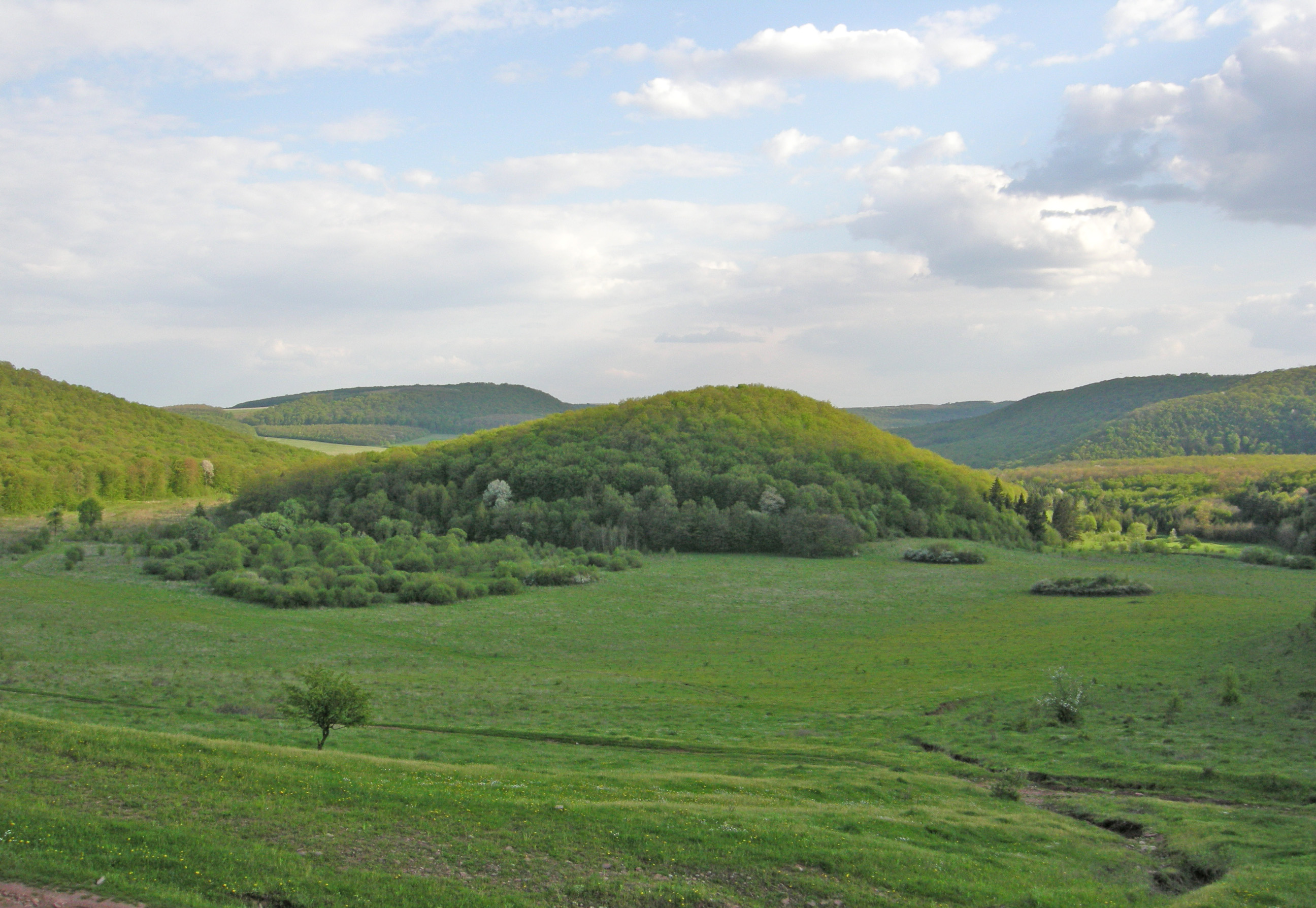
Краєвид околиць с. Берем'яни. Гора Говда

На території Берем'ян розкопані поховання доби міді, бронзи та 5 курганів скіфських часів.
Знайдено срібну монету імператора Адріана

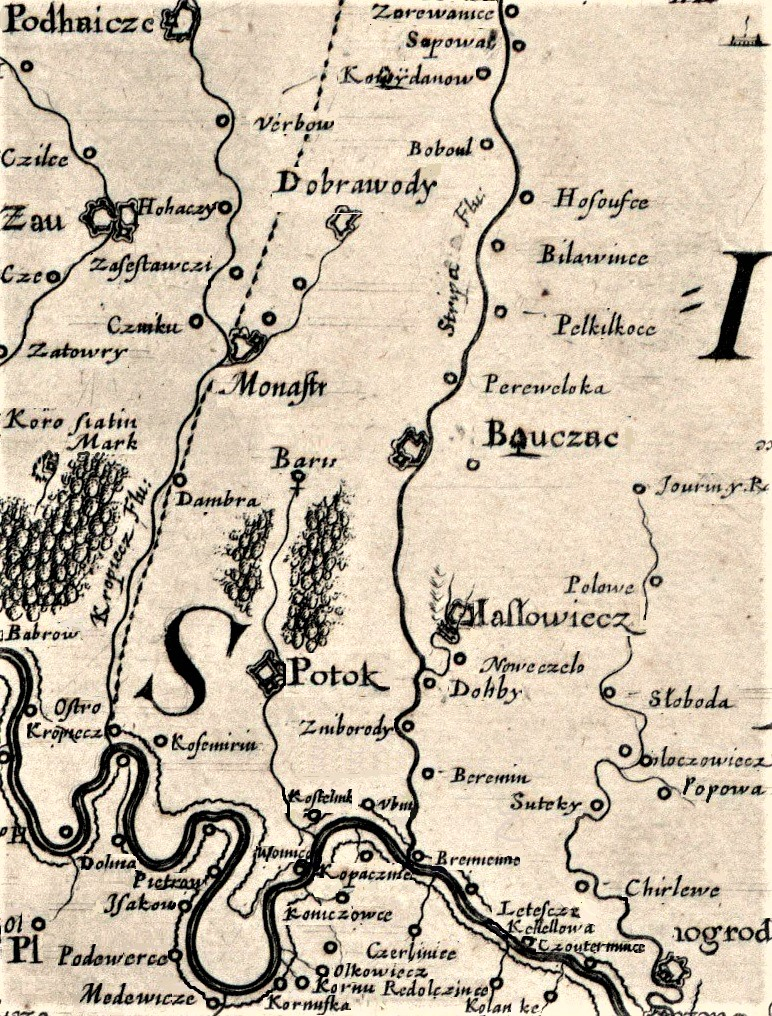
Берем'яни на фрагменті спеціальної мапи України Боплана, 1650

Перша писемна згадка про село датується XV століттям. Ще одна згадка про село — документ, «виставлений» Юрієм Гедигольдом у Червоногроді 19 травня 1421 року, де свідком записаний Тишна з Берем'ян..
Згідно поборового реєстру Подільського воєводства 1563-64 років власником села був шляхтич Мацей Влодек, у селі була православна церква.
1 квітня 1928 р. вилучено гміну (громаду) Берем'яни з Заліщицького повіту та включено до Бучацького повіту.
1 серпня 1934 р. внаслідок адміністративної реформи Берем'яни включено до новоствореної у Бучацькому повіті об'єднаної сільської гміни Язловець II.
У 1939 році в селі проживало 1680 мешканців (1270 українців-грекокатоликів, 300 українців-латинників, 60 поляків і 50 євреїв).
До 1939 року діяли українські товариства «Просвіта», «Сокіл» (з 1933 року  місцеве «гніздо» товариства «Сокіл-Батько»), кооператива «Зоря».
12 червня 2020 року, відповідно до розпорядження Кабінету Міністрів України № 724-р «Про визначення адміністративних центрів та затвердження територій територіальних громад Тернопільської області» увійшло до складу Бучацької міської громади.
19 липня 2020 року, в результаті адміністративно-територіальної реформи та ліквідації Бучацького району, увійшло до складу новоутвореного Чортківського району.
З 11 грудня 2020 р. належить до Бучацької міської громади.

## Політика

### Парламентські вибори, 2019
На позачергових парламентських виборах 2019 року у селі функціонувала окрема виборча дільниця № 610135, розташована у приміщенні клубу.
Результати
- зареєстровано 452 виборці, явка 53,76%, найбільше голосів віддано за «Слугу народу» — 19,42%, за Всеукраїнське об'єднання «Батьківщина» — 19,01%, за «Європейську Солідарність» і Радикальну партію Олега Ляшка — по 18,60%.[10] В одномандатному окрузі найбільше голосів отримав Микола Люшняк (самовисування) — 34,03%, за Володимира Бліхаря (Всеукраїнське об'єднання «Батьківщина») — 20,17%, за Ігоря Сопеля (Слуга народу) — 11,76%[11].

## Населення
На початок 2001 року в селі проживало 732 особи.

## Соціальна сфера
Діють загальноосвітня школа І-ІІ ступенів, бібліотека.

## Релігія
- церква Святого Миколая (1877, кам'яна, УГКЦ).

При в'їзді в село споруджена каплиця. На центральній вулиці встановлена фігура Богородиці, уздовж вулиці від початку села до церкви — Хресна дорога.

## Пам'ятки

### Історії
- пам'ятний знак воїнам-землякам[d], які загинули в роки Другої світової війни, споруджений 1976 (охоронний номер 275)
- українсько-польське кладовище[d] з гробівцем дідичів — баронів Гейделів XIX ст. (охоронний номер 3137)

### Археології
- поселення Берем'яни III[d], черняхівська культура, III–IV ст. н. е. (охоронний номер 2087)
- поселення Берем'яни V[d], трипільська культура, IV–III ст. н. е. (охоронний номер 287)
- стоянка Берем'яни I[d], пізній палеоліт, 40-10 тис. років тому (охоронний номер 2087)
- стоянка Берем'яни II[d], пізній палеоліт, 40-10 тис. років тому (охоронний номер 2089)
- стоянка Берем'яни IV[d], мезоліт, XII–VII тис. до н. е. (охоронний номер 1238)

### Природи
- Берем'янська наскельно-степова ділянка на Червоній горі
- Дуб Берем'янський

### Пам'ятники
Споруджено пам'ятники:
- на честь скасування панщини (відновлений 1990)

## Персоналії

### Народилися
- Корнель Уєйскі (Уєйський) — польський поет.
- Павло Гайдуцький — аграрій, вчений, політичний діяч, міністр, академік Національної академії аграрних наук України, доктор економічних наук, професор.
- Іван Захарчук — національний арбітр України з шахів[12]
- Францішек Томаш Маріан барон Гейдель,[13] дружина — графиня Меланія Дідушицька[14]
- Станіслав Александер барон Гейдель,[13]
- Адам Кароль барон Гейдель (†25/8/1975, Воломін),[13]

### Померли
- Поздик Йосип — заступник референта пропаганди Подільського крайового проводу ОУН, Лицар Срібного хреста заслуги УПА.
- Еразм Станіслав барон Гейдель (†16.XII.1888)[13]
- Францішек Томаш Маріан барон Гейдель (16.VIII.1939)[13]

## Галерея

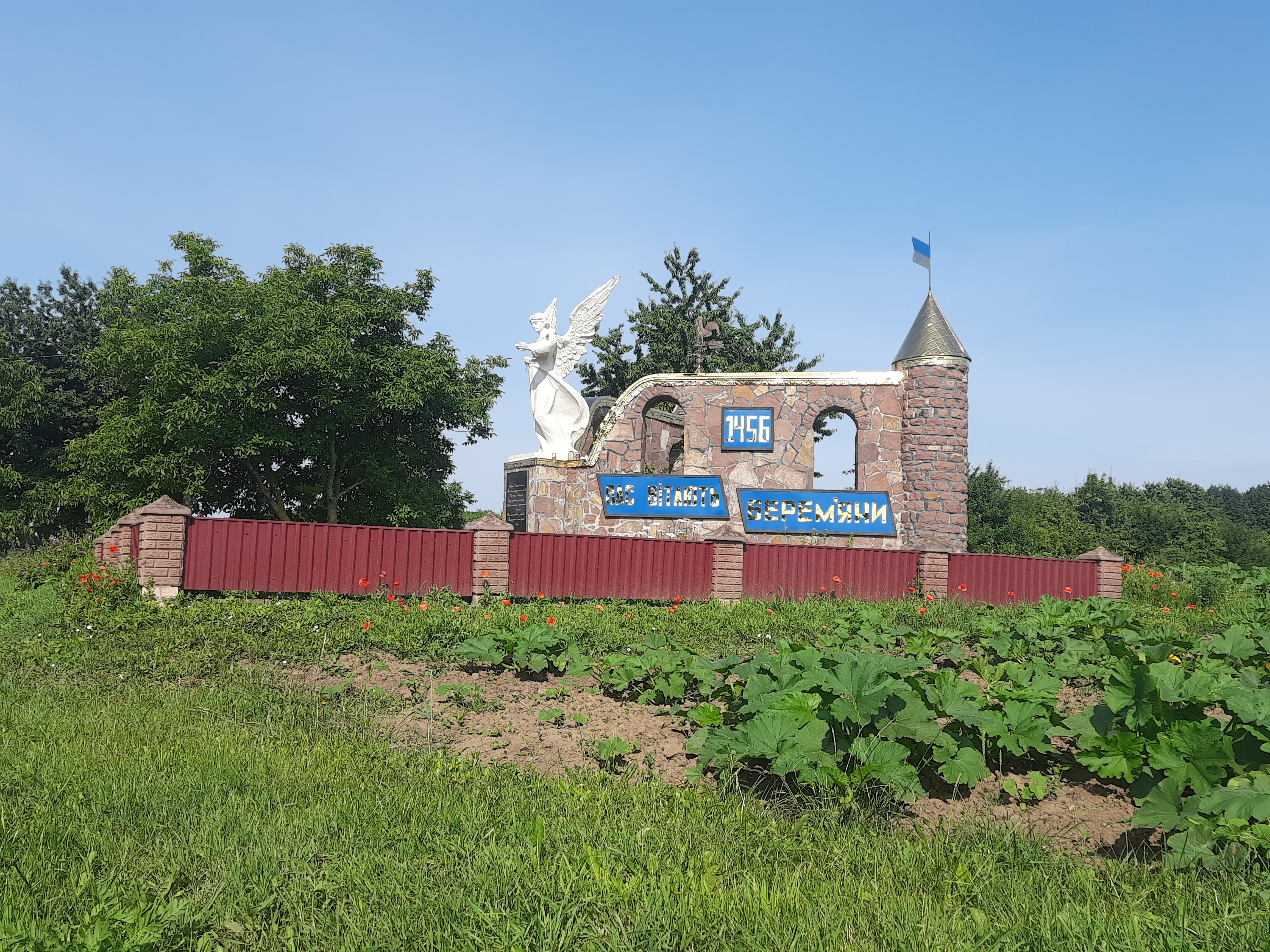
Стела при в'їзді в село
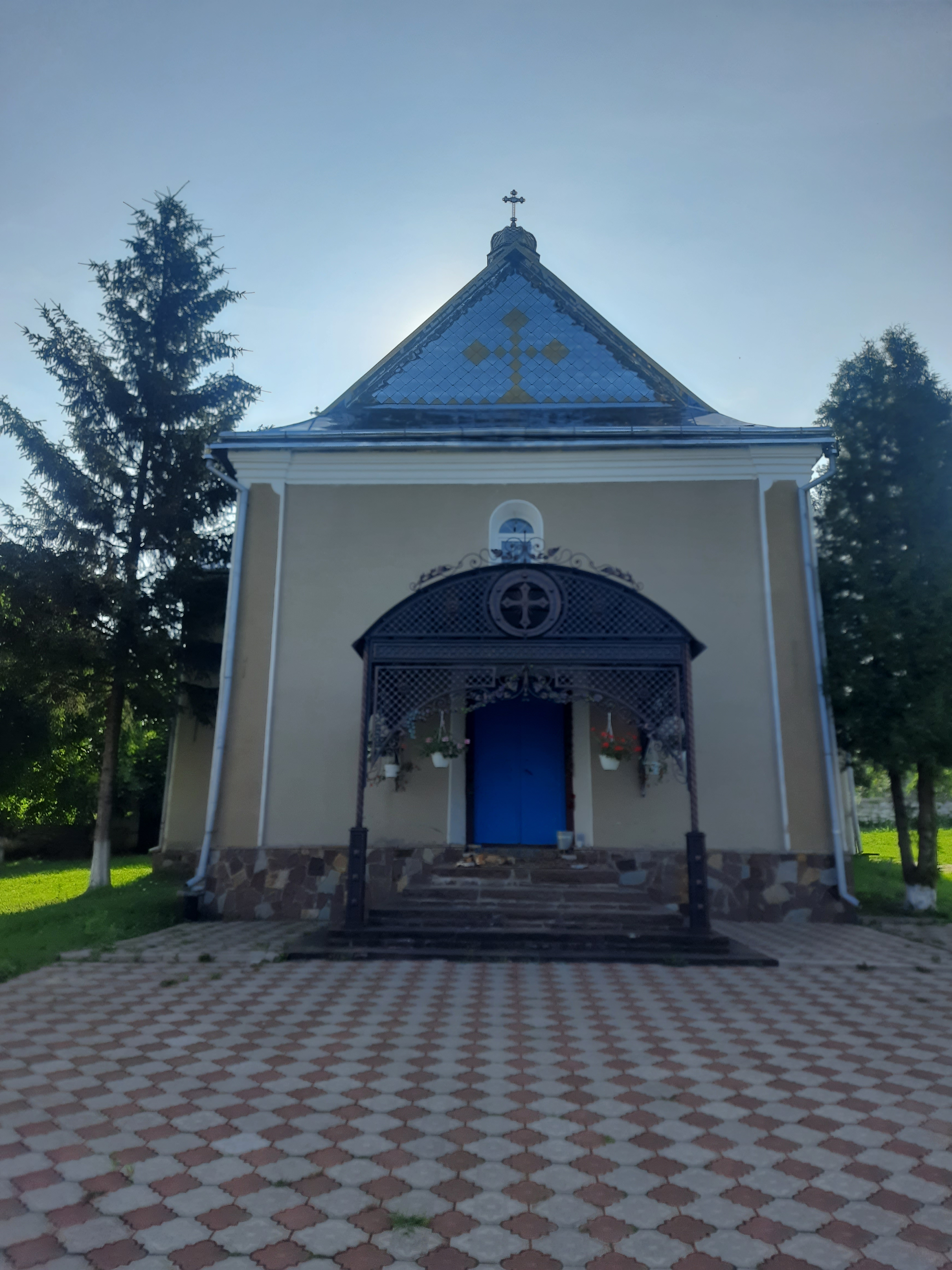
Церква Святого Миколая
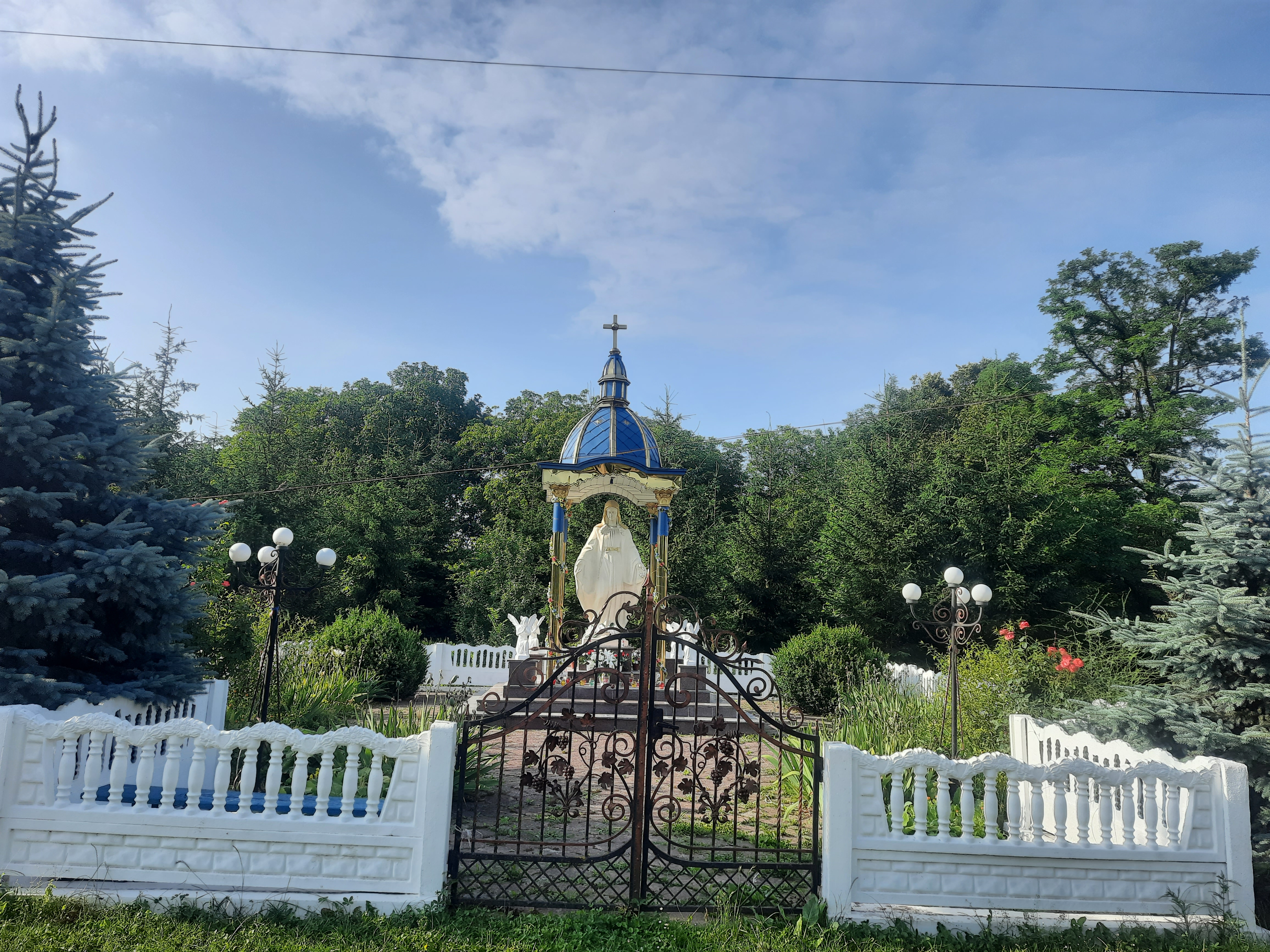
Капличка
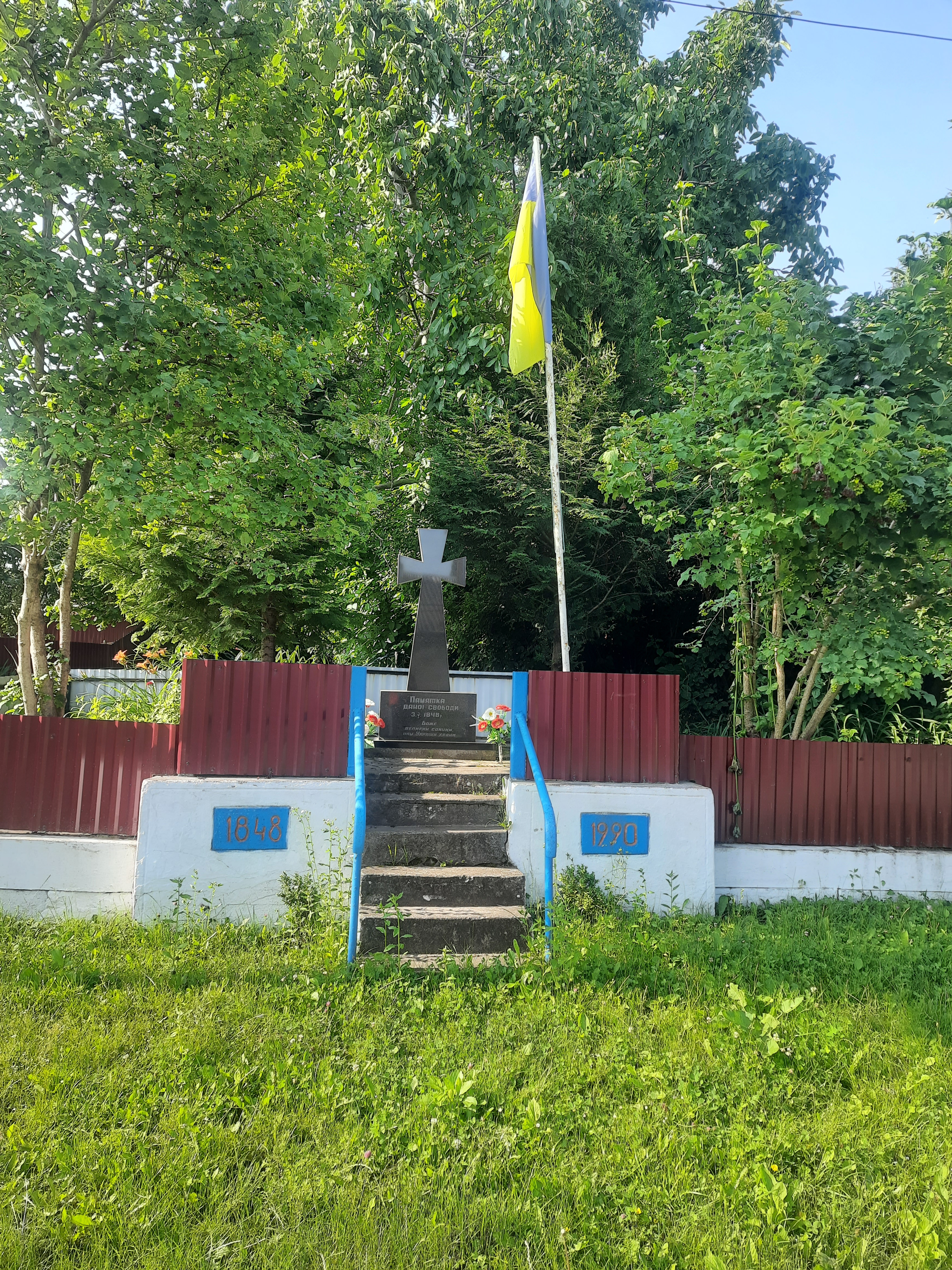
Пам’ятний хрест на честь скасування панщини
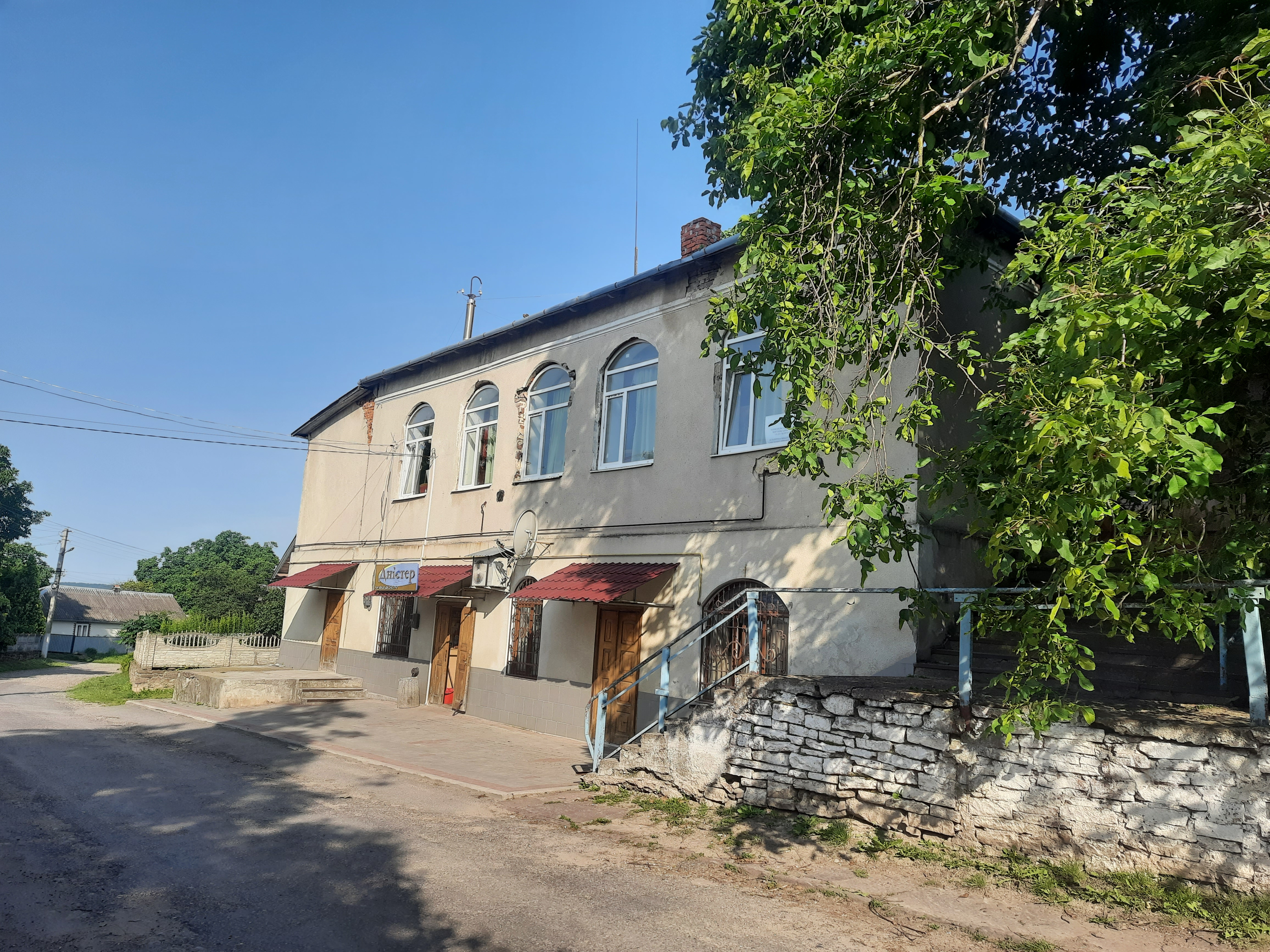
Крамниця